# Даеи, Али
Али́ Даеи́ (перс. علی دایی‎; 21 марта 1969, Ардебиль) — иранский футболист, завершивший карьеру в 2007 году. В течение 17 лет, с 2004 по 2021 год, был лучшим бомбардиром среди национальных сборных мира (109 мячей). В 2021 году рекорд Даеи был побит Криштиану Роналду. Сборную Ирана покинул после Кубка мира 2006 года в Германии. Является Послом доброй воли ЮНИСЕФ. Высказывался в поддержку протестов, начавшихся после смерти Махсы Амини.

## Биография
Родился 21 марта 1969 года в городе Ардебиль на северо-западе Ирана в семье иранских азербайджанцев.
Футбольную карьеру Али начал в 14 лет в местном клубе «Эстегляль Ардебиль», а за основу впервые сыграл, когда ему было 19. Его следующим клубом стал столичный «Тахирани» (Тегеран), где он играл в течение одного сезона, а затем перешёл в другой клуб — «Банк Теджарат». Даеи пробыл в этом клубе четыре года, и упустил шанс сыграть в японской Джей-Лиге из-за призыва на военную службу. Зато Али окончил Технологический университет имени Шарифа в Тегеране, по специальности «материаловедение (металлургия)» и получил степень бакалавра наук.
В 1994 году с Даеи заключил контракт самый титулованный иранский клуб «Персеполис» из Тегерана и в первом же сезоне Али забил 15 голов в 18 матчах, а в следующем году стал с клубом чемпионом Ирана (сезон 1995/1996). В сборной Ирана он стал капитаном и в 1996—1997 гг. в 35 играх за сборную Али забил 31 гол. На Кубке Азии в декабре 1996 года в Эмиратах Даеи забивал во всех играх, сделал покер в ворота сборной Южной Кореи, не забил только Саудовской Аравии. И саудиты стали чемпионами, а Иран только бронзовым призёром. Впечатляющая продуктивность Али наконец дала результаты. Его заметил и подписал в 1996 году многократный катарский чемпион «Аль-Садд». Даеи провёл в катарском чемпионате 16 игр и забил 10 голов.
После этого в 1997 году Али пригласили играть в Европу, в бундеслигу. Тогда, кстати, в Германии высадился целый десант лучших иранских футболистов. В составе билефельдской «Арминии» стали играть Али Даеи и Карим Багери. Ходадад Азизи стал защищать красно-белые цвета «Кёльна», Мехди Махдавикия выступил в рядах «Бохума», а на следующий год Вахида Хошемяна подписал «Гамбург».
Но самым ярким из них был Даеи и на следующий сезон ему предложила контракт именитая мюнхенская «Бавария». В её составе Али стал чемпионом Германии, взял Кубок Немецкой Лиги и дошёл до финала Лиги чемпионов УЕФА. За этот блестящий сезон Даеи был признан лучшим футболистом Азии 1999 года.
Но в поисках большего игрового времени следующие три года он провёл в берлинской «Герте», с которой дважды взял Кубок немецкой лиги (2001 и 2002).
Сборная
- Первый матч: 6.06.1993 г. Пакистан 5:0 (Тегеран)
- Последний матч: 21.06.2006 с Анголой 1:1 (Лейпциг)
- 12.06.1996 года забил 5 голов сб. Шри-Ланки 7:0
- 10.06.1996 года забил 4 гола сб. Непала 8:0
- 16.12.1996 года забил 4 гола сб. Южной Кореи 6:2
- 24.11.2000 года забил 4 гола сб. Гуама 19:0
- 17.11.2004 года забил 4 гола сб. Лаоса 7:0

## Достижения

### Командные

#### В качестве игрока
Персеполис
- Чемпион Ирана: 1995/96

 Бавария
- Чемпион Германии: 1998/99
- Обладатель Кубка немецкой лиги: 1998/99
- Финалист Лиги чемпионов УЕФА: 1998/99

 Герта
- Обладатель Кубка немецкой лиги: 2000/01, 2001/02

 Саба Ком
- Обладатель Кубка Ирана: 2004/05
- Обладатель Суперкубка Ирана: 2005

 Сайпа
- Чемпион Ирана: 2006/07

 Сборная Ирана
- Победитель Азиатских игр: 1998
- Обладатель Кубка вызова АФК/ОФК: 2003
- Обладатель Кубка Федерации футбола Западной Азии: 2004
- Бронзовый призёр Кубка Азии: 1996, 2004

#### В качестве тренера
Сайпа
- Чемпион Ирана: 2006/07

 Сборная Ирана
- Обладатель Кубка Федерации футбола Западной Азии: 2008

 Персеполис
- Обладатель Кубка Ирана: 2009/10, 2010/11

### Личные

#### В качестве игрока
- Обладатель мирового рекорда по количеству голов, забитых за национальную сборную — 109 (23.06.2021 Криштиану Роналду повторил рекорд на Евро 2020 в матче Португалия - Франция и сравнялся с Али по этому показателю, а 01 сентября того же года в отборочном матче к Чемпионату мира 2022 в Катаре в игре против сборной Ирландии Роналду, забив два гола, побил рекорд Даеи, став лучшим бомбардиром по количеству голов за национальную сборную).
- Лучший футболист Азии 1999 года.
- Лучший бомбардир Кубка Азии 1996 г. (8 мячей)
- Лучший бомбардир Летних Азиатских игр 1998 г. (9 мячей)
- Обладатель приза IFFHS лучшему бомбардиру мира в международных матчах (2): 1996, 2004[8]
- Обладатель рекорда по наибольшему числу забитых мячей за сборную в официальных играх за один календарный год — 20 мячей, 1996 год (с учётом товарищеских — 22 мяча).
- Занимает 7 место среди игроков Азии XX века в рейтинге IFFHS.
- Лучший бомбардир чемпионата Ирана 2004 года.

#### В качестве тренера
- Тренер года в Иране: 2008